# إقليم السمارة
26°44′22″N 11°40′13″W / 26.73944°N 11.67028°W

إقليم السمارة هو إقليم مغربي في جهة العيون الساقية الحمراء جنوب المغرب. ويحده من الشمال إقليم طانطان وإقليم آسا الزاك، ومن الجنوب والشرق موريتانيا، ومن الغرب إقليم طرفاية وإقليم العيون. ويقع إقليم السمارة على مساحة تقدر بـ 000 62 كلم مربع. وتعد السمارة بمثابة المدينة الرئيسية وعاصمة هذا الإقليم. وحسب الإحصاء العام للسكان والسكنى لسنة 2014، فالإقليم يضم 014 66 نسمة.

## التقسيم الإداري
يتكون إقليم السمارة من جماعة حضرية واحدة، و5 جماعات قروية:
| الجماعة           | نوع الجماعة | عدد السكان (2014) |
| ----------------- | ----------- | ----------------- |
| السمارة           | جماعة حضرية | 035 57            |
| حوزة              | جماعة قروية | 462 5             |
| أمكالة            | جماعة قروية | 945 2             |
| سيدي أحمد العروسي | جماعة قروية | 269               |
| الجديرية          | جماعة قروية | 248               |
| تفاريتي           | جماعة قروية | 55                |

## الاقتصاد
تعد ثروة الإقليم الحيوانية من أهم مؤهلاته الاقتصادية، ففي مجال تربية الماشية، يتوفر إقليم السمارة على مساحة رعوية شاسعة تتميز بتنوع أعشابها، مما يساهم في عملية نمو وتكاثر القطيع المتكون أساساً من الغنم والماعز والإبل. وإلى جانب تربية الماشية يتوفر الإقليم على إمكانيات طبيعية وجغرافية وخصوصيات سوسيو ثقافية بإمكانها خلق حركة سياحية متميزة قادرة على تنمية النشاط الاقتصادي والاجتماعي، لكن الإقليم لم يستطع بعد إستثمار جميع المؤهلات المتوفرة لديه.

### تربية الماشية
تحتل تربية الماشية مكانة مهمة في الأنشطة الفلاحية، إذ تشكل أحد مصادر الدخل الرئيسية لجزء مهم من ساكنة إقليم السمارة، وفي هذا الصدد يغلب طابع الكسب عن طريق الترحال بالنظر إلى الظروف المناخية السائدة ووفرة مناطق الرعي الشاسعة، ويرتكز النظام الرعوي بالإقليم على الترحال، فالحركات الرعوية تكون إما على شكل انتقال خارج حدود الإقليم في إتجاه كلميم أو الحدود الموريتانية أو داخل الإقليم. وقد بلغ عدد رؤوس الماشية على صعيد إقليم السمارة 025 142 رأس في سنة 2015. وتأتي الغنم في المرتبة الأولى بنسبة 56%، تليها الماعز بنسبة 35%، ثم الإبل بنسبة 8%.

### الصناعة
بلغ عدد الوحدات الصناعية في إقليم السمارة 26 وحدة صناعية في سنة 2016، وأهم القطاعات الصناعية المتواجدة بالإقليم هي البناء والأشغال العمومية يليها قطاع الخدمات.

## المناخ
من الناحية الطبيعية يشكل إقليم السمارة مساحة أرضية صحراوية قاحلة تقع على هضاب صخرية شرقا ورملية شاسعة غربا يتخلل هاتين الجهتين وادي الساقية الحمراء الذي ينحدر من أقصى الهضاب الشرقية نحو المحيط الأطلسي جاعلاً من المناطق التي تجتاحها مياهه هضابا مكسوة بنباتات ومراعي للماشية، أما بالنسبة للمناخ فإن إقليم السمارة يغلب عليه مناخ صحراوي جاف نظراً لموقع الإقليم الجغرافي، كما يتسم مناخ المنطقة بارتفاع درجة الحرارة وانخفاض الرطوبة ونذرة التساقطات المطرية.

## السكان
حسب الإحصاء العام للسكان والسكنى لسنة 2014:
- الإقليم يضم 014 66 نسمة. ويسكن حوالي 86% من سكان الإقليم في مدينة السمارة. وقد إنتقل عدد سكان الإقليم من 426 60 نسمة سنة 2004، إلى 014 66 نسمة سنة 2014، أي بمعدل تزايد سنوي 0.9%.
- تعتبر ساكنة الإقليم شابة، حيث أن 38% من السكان يقل سنهم عن 15 سنة.
- يبلغ معدل الأمية لدى السكان البالغين من العمر 10 سنوات فما فوق بالإقليم 21%.

## الصحة
يتوفر إقليم السمارة على مستشفى إقليمي واحد، و5 مؤسسات صحية للعلاجات الأساسية منها 4 مراكز صحية حضرية ومستوصف قروي واحد.

## الطاقة

### الكهرباء
يشرف المكتب الوطني للكهرباء والماء الصالح للشرب على توزيع الكهرباء بالإقليم، وقد بلغ عدد المنخرطين إلى غاية سنة 2016 بالإقليم 063 12 منخرطاً، أما كمية المبيعات من الطاقة الكهربائية 102 32 مليون واط، منها 83% من الجهد المنخفض.

### الماء
تتوقف تنمية إقليم السمارة على القدرة على إيجاد وإنتاج وتخزين المياه، فمنذ سنة 1976، تم القيام بمجموعة من البرامج للبحث عن الماء من أجل تزويد الساكنة بهذه المادة الحيوية، وقبل هذه الفترة كان من الصعب التزود بالماء الصالح للشرب، حيث كانت إسبانيا خلال احتلالها للمنطقة تجلب المياه الصالحة للشرب من جزر الكناري بينما السكان المحليون يستهلكون مياه الأمطار المجمعة في المطفيات.
وقد قام المكتب الوطني للكهرباء والماء الصالح للشرب بإنجاز مجموعة من المشاريع تسمح بإنتاج وتوزيع الماء، وقد بلغ الإنتاج سنة 2016 حوالي 1.97 مليون متر مكعب.

## عامل الإقليم
| العامل     | السنوات     |
| ---------- | ----------- |
| حميد نعيمي | 2017 - 2024 |

بوتوميلات 2005- الآن